# Bonnaya cephalantha
Bonnaya cephalantha är en tvåhjärtbladig växtart som först beskrevs av Takasi Takashi Yamazaki, och fick sitt nu gällande namn av Fischer, Schäferhoff och Müller. Bonnaya cephalantha ingår i släktet Bonnaya och familjen Linderniaceae. Inga underarter finns listade i Catalogue of Life.